# Portalen, Greve Teater- og Musikhus
Portalen, Greve Teater- & Musikhus er et musik- og teaterhus i Hundige i Greve Kommune.
Portalen har fire forskellige scener og byder årligt på mere end 200 arrangementer med alt indenfor koncerter, shows, teaterforestillinger og stand-up, samt biograffremvisninger og galleriudstillinger. 

## Eksterne links
- Portalen, Greve Teater- og Musikhus

|  | Denne artikel om en bygning eller et bygningsværk kan blive bedre, hvis der indsættes et (bedre) billede. Du kan hjælpe ved at afsøge Wikimedia Commons for et passende billede eller lægge et op på Wikimedia Commons med en af de tilladte licenser og indsætte det i artiklen. |

55°35′53.54″N 12°19′56.36″Ø / 55.5982056°N 12.3323222°Ø